# Знаменка (Куюргазинский район)
Знаменка (баш. Знаменка) — деревня в Куюргазинском районе Республики Башкортостан Российской Федерации. Входит в состав Кривле-Илюшкинского сельсовета.

## География

### Географическое положение
Расстояние до:
- районного центра (Ермолаево): 23 км,
- центра сельсовета (Кривле-Илюшкино): 5 км,
- ближайшей ж/д станции (Ермолаево): 23 км.

## История
До 10 сентября 2007 года называлась деревней Новознаменской 1-й.

## Население
| 2002 | 2009 | 2010 |
| ---- | ---- | ---- |
| 117  | ↘98  | ↘88  |